# Adrián Uribe
Adrián García Uribe (Città del Messico, 8 settembre 1972) è un attore, conduttore televisivo, doppiatore e comico messicano.

## Biografia
Ha studiato al Miguel Córcega Performing Arts Institute dove ha conseguito la laurea in recitazione. È padre di tre figli.

## Filmografia

### Cinema
- Overboard - regia di Bob Fisher e Rob Greenberg (2018)
- Infelices para siempre - regia di Noé Santillán-López (2023)

### Televisione
- La Hora Pico - serie TV (300 episodi) (2000-2007)
- Vecinos (1 episodio) (2005)
- Mujer, Casos de la Vida Real - serie TV (5 episodi) (2005)
- Alma de hierro - serie TV (391 episodi) (2008-2009)
- Hermanos y detectives - serie TV (13 episodi) (2009)
- Los Héroes del Norte - serie TV (1 episodio) (2011)
- Republica Mundialista - serie TV (7 episodi) (2014)
- Mi corazón es tuyo - serie TV (173 episodi) (2014-2015)
- Nosotros los guapos - serie TV (2016-2020)
- ¿Quién es la máscara - talent show (2019,2021)
- Como tú no hay 2 - serie TV (2020)
- Pena ajena - serie TV (2022)
- Casados con hijos - serie TV (2024-in corso)

## Doppiaggio
- Tuke in Koda, fratello orso (2003)
- Garfield in Garfield - Il film, Garfield 2 (2004-2006)
- Mr.Peabody in Mr. Peabody e Sherman (2014)
- Red in Angry Birds - Il film (2016)
- Momia in Taddeo l'esploratore e il segreto di re Mida (2017)